# João Targino de Araújo
João Targino de Araújo (Guarabira, 27 de março de 1927 —  São Paulo, 28 de outubro de 2017) foi um médico, pesquisador, professor, escritor e pintor brasileiro.
Hematologista, descobriu em suas pesquisas que o excesso de chumbo emitido pela gasolina de automóveis causa anemia, motivando as leis que obrigaram as refinarias de petróleo a substituir o chumbo pelo álcool no Brasil ainda nos anos 1970. Também foi o introdutor das eletroforeses de hemoglobinas para diagnóstico de anemias hereditárias.
Membro Honorário da Academia de Medicina de São Paulo, cadeira 039, nasceu no atual município de Alagoinha, na Paraíba e cresceu em Entre Rios, na Bahia. Posteriormente mudou-se a Salvador, onde graduou-se em medicina pela Universidade Federal da Bahia, em 1953, tendo sido colega da ilustríssima Dra. Maria Theresa de Medeiros Pacheco.
Posteriormente, especializou-se em hematologia no Hospital das Clínicas da Faculdade de Medicina Universidade de São Paulo (USP), onde padronizou a técnica para a realização do esplenograma normal e patológico, não existente até a referida data no Brasil.
Doutor pela Faculdade de Medicina da Universidade de São Paulo em 1964, introduziu no Brasil a técnica de eletroforese de hemoglobina para estudo das hemoglobinas anormais.
Foi um dos primeiros discípulos do Professor Doutor Michel Abu-Jamra, tendo publicado juntos o estudo sobre a incidência de hemoglobinas anormais na população da cidade de São Paulo, em 1965, pela Revista do Hospital das Clínicas da Faculdade de Medicina de São Paulo.
Realizou, na própria Universidade de São Paulo, estudos para demonstrar que o chumbo, contido na gasolina, emitido no ar pelos veículos, principalmente nas concentrações urbanas, era responsável pelo fenômeno do "pontilhado azul" nos glóbulos vermelhos do sangue, causando anemia. A solução foi a substituição do chumbo pelo álcool, mistura que permanece até hoje.
No final da década de 70, foi um dos pioneiros na pesquisa do uso de Piracetam para o tratamento da anemia falciforme, publicando, em coautoria, o artigo "Piracetam and Acetamide in Sickle-Cell Disease", no ano de 1977, bem como ao apresentar, em coautoria, o trabalho "Long-Term Use of Piracetam in Sickle-Cell Anemia", no XVII Congresso da Sociedade Internacional de Hematologia, em Paris, 1978.
Em 1979, obteve o título de livre-docente na Faculdade de Medicina da Universidade de São Paulo, com o tema ''Talassemia Beta-Heterozigótica – Métodos de Estudo, Formas Identificadas em São Paulo''.
Exerceu o cargo de professor titular de hematologia da Faculdade de Medicina de Jundiaí e professor do curso de pós-graduação da Faculdade de Medicina da Universidade de São Paulo, na área de hemoglobinopatias, tendo publicado mais de 20 artigos científicos no exterior.
Inventou o tratamento da anemia falciforme mediante uso de extratos do ginseng-brasileiro (pfaffia paniculata), método patenteado nos Estados Unidos da América, em 1995, sob o número US 5449516 A, enquanto atuava como pesquisador do Instituto de Medicina Tropical de São Paulo, instituição pela qual publicou, ainda, nas décadas de 90 e 2000, vários estudos no campo da Hematologia, em coautoria com diversos pesquisadores.
Na literatura escreveu o romance "Armadilha", publicado em 1996. Seu último artigo científico foi publicado em 2006, relativo ao tratamento da anemia falciforme na infância. Participou da criação do Laboratório de Gastroenterologia e Hepatologia "João Alves de Queirós e Castorina Bittencourt Alves", no Instituto de Medicina Tropical da USP, em 11 de outubro de 2006.
Em 15 de dezembro de 2016, foi sancionada a Lei n.º 1.384, do Município de Guarabira, Paraíba, passando a denominar a Rua Projetada n.º 04 como "Rua João Targino de Araujo".

## Premiações
- Prêmio Estácio Gonzaga – II Congresso Brasileiro de Hematologia, São Paulo (1969);
- Concurso de Pintura (medalha de bronze) - Associação dos Médicos do Hospital das Clínicas da USP (1971);
- Prêmio Estácio Gonzaga – V Congresso Brasileiro de Hematologia, Recife (1975);
- Prêmio da Academia de Medicina de São Paulo – categoria acadêmica (1991).